# World RX de Hockenheim 2016
El World RX de Hockenheim es una prueba de Rallycross en Alemania válida para el Campeonato Mundial de Rallycross. Se celebró en el Hockenheimring en Hockenheim, Baden-Württemberg, Alemania
Mattias Ekström ganó su primera carrera de la temporada a bordo de su Audi S1, seguido de su compañero de equipo Toomas Heikkinen y Ken Block.

## Supercar

### Series
| Pos. | No. | Piloto                | Equipo                          | Auto                | Q1  | Q2  | Q3  | Q4  | Pts |
| ---- | --- | --------------------- | ------------------------------- | ------------------- | --- | --- | --- | --- | --- |
| 1    | 5   | Mattias Ekström       | EKS RX                          | Audi S1             | 1º  | 3º  | 2º  | 6º  | 16  |
| 2    | 3   | Johan Kristoffersson  | Volkswagen RX Sweden            | Volkswagen Polo     | 4º  | 1º  | 5º  | 13º | 15  |
| 3    | 57  | Toomas Heikkinen      | EKS RX                          | Audi S1             | 13º | 7º  | 12º | 1º  | 14  |
| 4    | 6   | Jānis Baumanis        | World RX Team Austria           | Ford Fiesta         | 12º | 4º  | 4º  | 8º  | 13  |
| 5    | 17  | Davy Jeanney          | Peugeot Hansen Academy          | Peugeot 208         | 3º  | 5º  | 6º  | 16º | 12  |
| 6    | 1   | Petter Solberg        | Petter Solberg World RX Team    | Citroën DS3         | 5º  | 10º | 1º  | DNF | 11  |
| 7    | 9   | Sébastien Loeb        | Team Peugeot-Hansen             | Peugeot 208         | 9º  | 14º | 3º  | 7º  | 10  |
| 8    | 96  | Kevin Eriksson        | Olsbergs MSE                    | Ford Fiesta ST      | 6º  | 9º  | 13º | 9º  | 9   |
| 9    | 4   | Robin Larsson         | Larsson Jernberg Motorsport     | Audi A1             | 17º | 11º | 7º  | 5º  | 8   |
| 10   | 33  | Liam Doran            | JRM Racing                      | BMW MINI Countryman | 9º  | 14º | 11º | 4º  | 7   |
| 11   | 13  | Andreas Bakkerud      | Hoonigan Racing Division        | Ford Focus RS       | DNF | 6º  | 15º | 2º  | 6   |
| 12   | 43  | Ken Block             | Hoonigan Racing Division        | Ford Focus RS       | 15º | 13º | 8º  | 11º | 5   |
| 13   | 15  | Reinis Nitišs         | All-Inkl.com Münnich Motorsport | SEAT Ibiza          | 7º  | 8º  | DNF | 15º | 4   |
| 14   | 68  | Niclas Grönholm       | Olsbergs MSE                    | Ford Fiesta ST      | 10º | 17º | 16º | 12º | 3   |
| 15   | 92  | Anton Marklund        | Volkswagen RX Sweden            | Volkswagen Polo     | 16º | 16º | 10º | 14º | 2   |
| 16   | 87  | Jean-Baptiste Dubourg | DA Racing                       | Citroën DS3         | 18º | 19º | 14º | 10º | 1   |
| 17   | 7   | Timur Timerzyanov     | World RX Team Austria           | Ford Fiesta         | 16º | 16º | 9º  | DNF |     |
| 18   | 71  | Kevin Hansen          | Peugeot Hansen Academy          | Peugeot 208         | 8º  | 12º | DNS | 3º  |     |
| 19   | 55  | René Münnich          | All-Inkl.com Münnich Motorsport | SEAT Ibiza          | DNF | DNS | DNF | DNS |     |
| 20   | 31  | Max Pucher            | World RX Team Austria           | Ford Fiesta         | DNS | DNS | DNS | DNS |     |
| DSQ  | 21  | Timmy Hansen          | Team Peugeot-Hansen             | Peugeot 208         | 2º  | 2º  | DNF | EX  |     |

* Timmy Hansen fue excluido de la Q4 y más tarde descalificado de todo el evento debido a que su coche no cumplía con el peso mínimo reglamentario.

### Semifinales
Semifinal 1
| Pos. | No. | Piloto           | Equipo                      | Tiempo  | Pts |
| ---- | --- | ---------------- | --------------------------- | ------- | --- |
| 1    | 57  | Toomas Heikkinen | EKS RX                      |         | 6   |
| 2    | 5   | Mattias Ekström  | EKS RX                      | +0.470  | 5   |
| 3    | 4   | Robin Larsson    | Larsson Jernberg Motorsport | +4.138  | 4   |
| 4    | 9   | Sébastien Loeb   | Team Peugeot-Hansen         | +5.891  | 3   |
| 5    | 17  | Davy Jeanney     | Peugeot Hansen Academy      | +9.714  | 2   |
| 6    | 13  | Andreas Bakkerud | Hoonigan Racing Division    | +26.081 | 1   |

Semifinal 2
| Pos. | No. | Piloto               | Equipo                       | Tiempo  | Pts |
| ---- | --- | -------------------- | ---------------------------- | ------- | --- |
| 1    | 33  | Liam Doran           | JRM Racing                   |         | 6   |
| 2    | 1   | Petter Solberg       | Petter Solberg World RX Team | +0.922  | 5   |
| 3    | 43  | Ken Block            | Hoonigan Racing Division     | +1.323  | 4   |
| 4    | 3   | Johan Kristoffersson | Volkswagen RX Sweden         | +3.024  | 3   |
| 5    | 96  | Kevin Eriksson       | Olsbergs MSE                 | +18.573 | 2   |
| 6    | 6   | Jānis Baumanis       | World RX Team Austria        | +28.651 | 1   |

### Final
| Pos. | No. | Piloto           | Equipo                       | Tiempo  | Pts |
| ---- | --- | ---------------- | ---------------------------- | ------- | --- |
| 1    | 5   | Mattias Ekström  | EKS RX                       |         | 8   |
| 2    | 57  | Toomas Heikkinen | EKS RX                       | +2.547  | 5   |
| 3    | 43  | Ken Block        | Hoonigan Racing Division     | +3.827  | 4   |
| 4    | 1   | Petter Solberg   | Petter Solberg World RX Team | +4.785  | 3   |
| 5    | 33  | Liam Doran       | JRM Racing                   | +10.587 | 2   |
| 6    | 4   | Robin Larsson    | Larsson Jernberg Motorsport  | +34.781 | 1   |

## RX Lites

### Series
| Pos. | No. | Piloto              | Equipo             | Q1 | Q2 | Q3 | Q4 | Pts |
| ---- | --- | ------------------- | ------------------ | -- | -- | -- | -- | --- |
| 1    | 16  | Thomas Bryntesson   | JC Raceteknik      | 2º | 2º | 1º | 1º | 16  |
| 2    | 13  | Cyril Raymond       | Olsbergs MSE       | 1º | 1º | 8º | 6º | 15  |
| 3    | 99  | Joachim Hvaal       | JC Raceteknik      | 5º | 3º | 2º | 2º | 14  |
| 4    | 75  | Patrick Simon       | Olsbergs MSE       | 4º | 5º | 3º | 5º | 13  |
| 5    | 8   | Simon Wågø Syversen | Set Promotion      | 6º | 4º | 5º | 3º | 12  |
| 6    | 52  | Simon Olofsson      | Simon Olofsson     | 3º | 9º | 6º | 4º | 11  |
| 7    | 47  | Alexander Westlund  | Alexander Westlund | 8º | 7º | 4º | 8º | 10  |
| 8    | 33  | Tejas Hirani        | Olsbergs MSE       | 9º | 6º | 7º | 7º | 9   |
| 9    | 69  | Sondre Evjen        | JC Raceteknik      | 7º | 8º | 9º | 9º | 8   |

### Semifinales
Semifinal 1
| Pos. | No. | Piloto              | Equipo             | Tiempo   | Pts |
| ---- | --- | ------------------- | ------------------ | -------- | --- |
| 1    | 16  | Thomas Bryntesson   | JC Raceteknik      | 6:02.867 | 6   |
| 2    | 99  | Joachim Hvaal       | JC Raceteknik      | +3.038   | 5   |
| 3    | 8   | Simon Wågø Syversen | Set Promotion      | +5.306   | 4   |
| 4    | 47  | Alexander Westlund  | Alexander Westlund | +10.448  | 3   |
| 5    | 69  | Sondre Evjen        | JC Raceteknik      | +19.182  | 2   |

Semifinal 2
| Pos. | No. | Piloto         | Equipo         | Tiempo   | Pts |
| ---- | --- | -------------- | -------------- | -------- | --- |
| 1    | 75  | Patrick Simon  | Olsbergs MSE   | 6:09.574 | 6   |
| 2    | 13  | Cyril Raymond  | Olsbergs MSE   | +5.980   | 5   |
| 3    | 52  | Simon Olofsson | Simon Olofsson | +42.402  | 4   |
| 4    | 33  | Tejas Hirani   | Olsbergs MSE   | DNF      | 3   |

### Final
| Pos. | No. | Piloto              | Equipo             | Tiempo   | Pts |
| ---- | --- | ------------------- | ------------------ | -------- | --- |
| 1    | 16  | Thomas Bryntesson   | JC Raceteknik      | 5:47.007 | 8   |
| 2    | 13  | Cyril Raymond       | Olsbergs MSE       | +1.786   | 5   |
| 3    | 99  | Joachim Hvaal       | JC Raceteknik      | +11.752  | 4   |
| 4    | 47  | Alexander Westlund‡ | Alexander Westlund | +12.378  | 3   |
| 5    | 75  | Patrick Simon       | Olsbergs MSE       | +14.033  | 2   |
| 6    | 8   | Simon Wågø Syversen | Set Promotion      | DNF      | 1   |

‡Olofsson no pudo correr la final y como resultado los comisarios permitieron que Westlund lo reemplazara.

## Campeonatos tras la prueba
| Pos | Piloto               | Pts | Dif |
| --- | -------------------- | --- | --- |
| 1   | Mattias Ekström      | 48  |     |
| 1   | Petter Solberg       | 48  |     |
| 3   | Toomas Heikkinen     | 45  | +3  |
| 4   | Johan Kristoffersson | 39  | +9  |
| 5   | Robin Larsson        | 34  | +14 |

| Pos | Piloto              | Pts | Dif |
| --- | ------------------- | --- | --- |
| 1   | Thomas Bryntesson   | 30  |     |
| 2   | Cyril Raymond       | 25  | +5  |
| 3   | Joachim Hvaal       | 23  | +7  |
| 4   | Patrick Simon       | 21  | +9  |
| 5   | Simon Wågø Syversen | 17  | +13 |

- Nota: Sólo se incluyen las cinco posiciones principales.

| Prueba previa: World RX de Portugal 2016   | Temporada 2016 del Campeonato Mundial de Rallycross | Siguiente prueba: World RX de Bélgica 2016    |
| Prueba previa: World RX de Hockenheim 2015 | World RX de Hockenheim                              | Siguiente prueba: World RX de Hockenheim 2017 |

- Datos: Q24038446
- Multimedia: 2016 World RX of Hockenheim / Q24038446